# Dietfurt an der Altmühl
Pour les articles homonymes, voir Dietfurt.
Dietfurt an der Altmühl est une ville de l'arrondissement de Neumarkt in der Oberpfalz en Bavière, Allemagne.
Elle est riveraine de la rivière Altmühl et est située à 38 kilomètres à l'est de Ratisbonne.

## Personnalités liées à la ville
- Michael Wittmann (1914-1944), militaire né à Vogelthal.